# リブステーキ
リブステーキ(Rib steak)またはコート・ド・ブッフ(côte de bœuf)は、肋骨付きのリブのプライムカットを使ったビーフステーキである。アメリカ合衆国では、骨を除いたものはリブアイステーキと呼ぶが、アメリカ合衆国内の一部地域やその他の国では、しばしばこれらの言葉の意味は逆になる。「リブアイ」という言葉はもともと、リブステーキの骨のない中心部分が目に似ていることに由来する。また、骨の部分を5インチ以上残してフレンチトリムすることで、トマホークステーキとなる。これは、アメリカ先住民が使う斧であるトマホークに形が似ていることに由来する。
動物が生涯良く動かす筋肉であるため、ヒレステーキ等の他のステーキよりも風味が強いと言われている。脂肪が程よく入るため、異なる焼き具合にゆっくりとローストまたはグリルするのに適している。また、霜降りのために柔らかく、このことが選択される大きな要素となる。

## ギャラリー

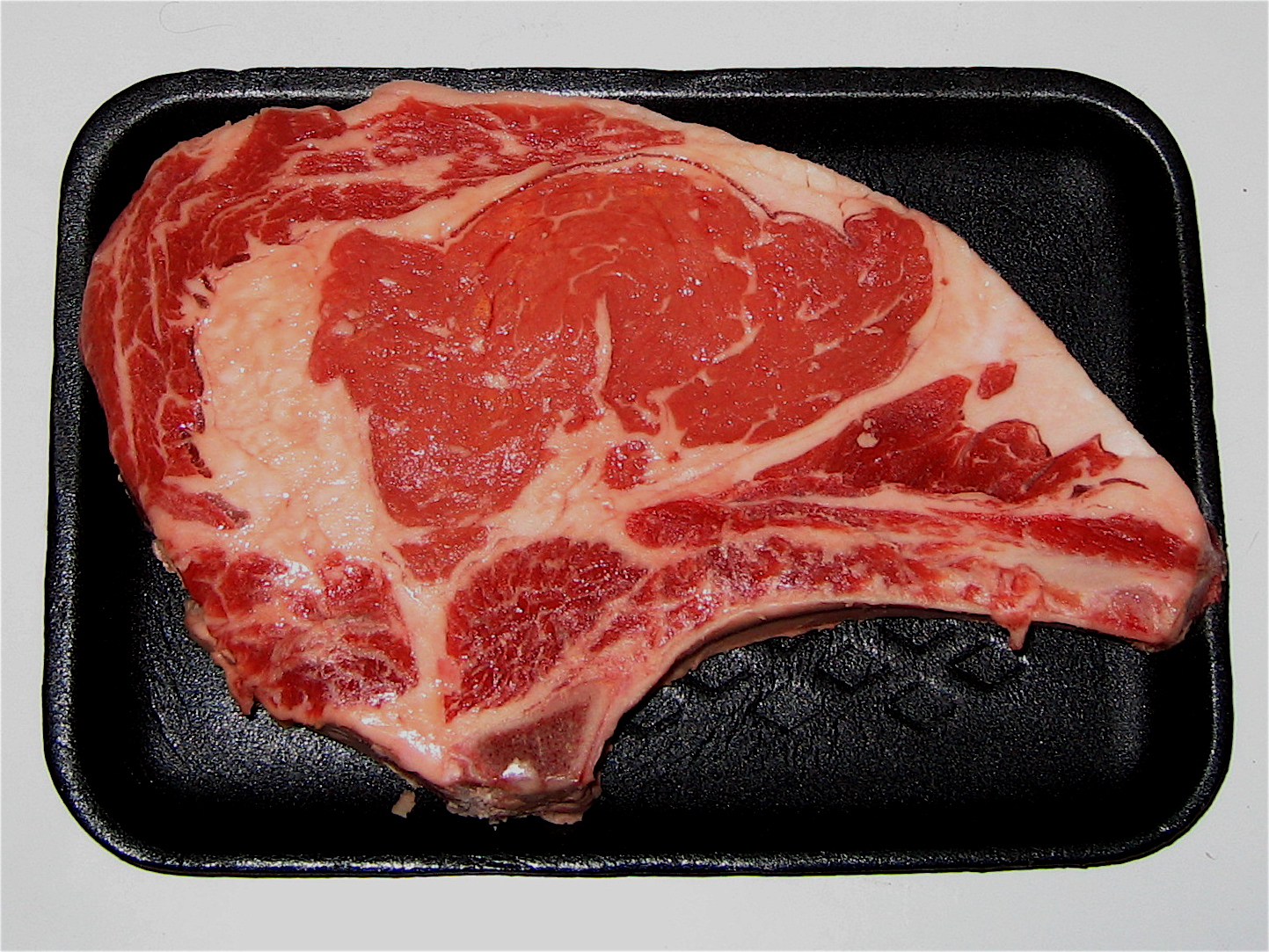
生のリブステーキ
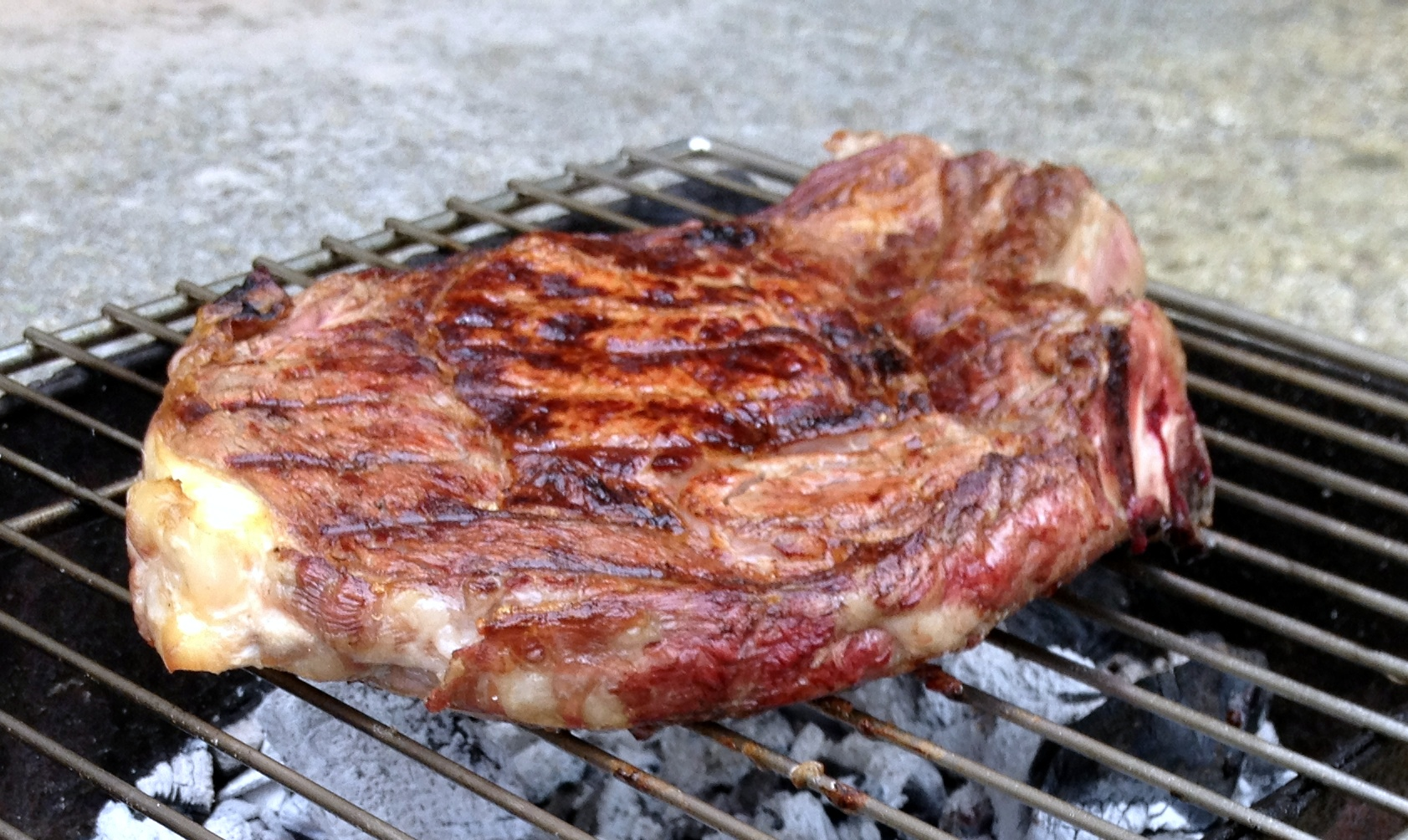
バーベキューで焼いたリブステーキ
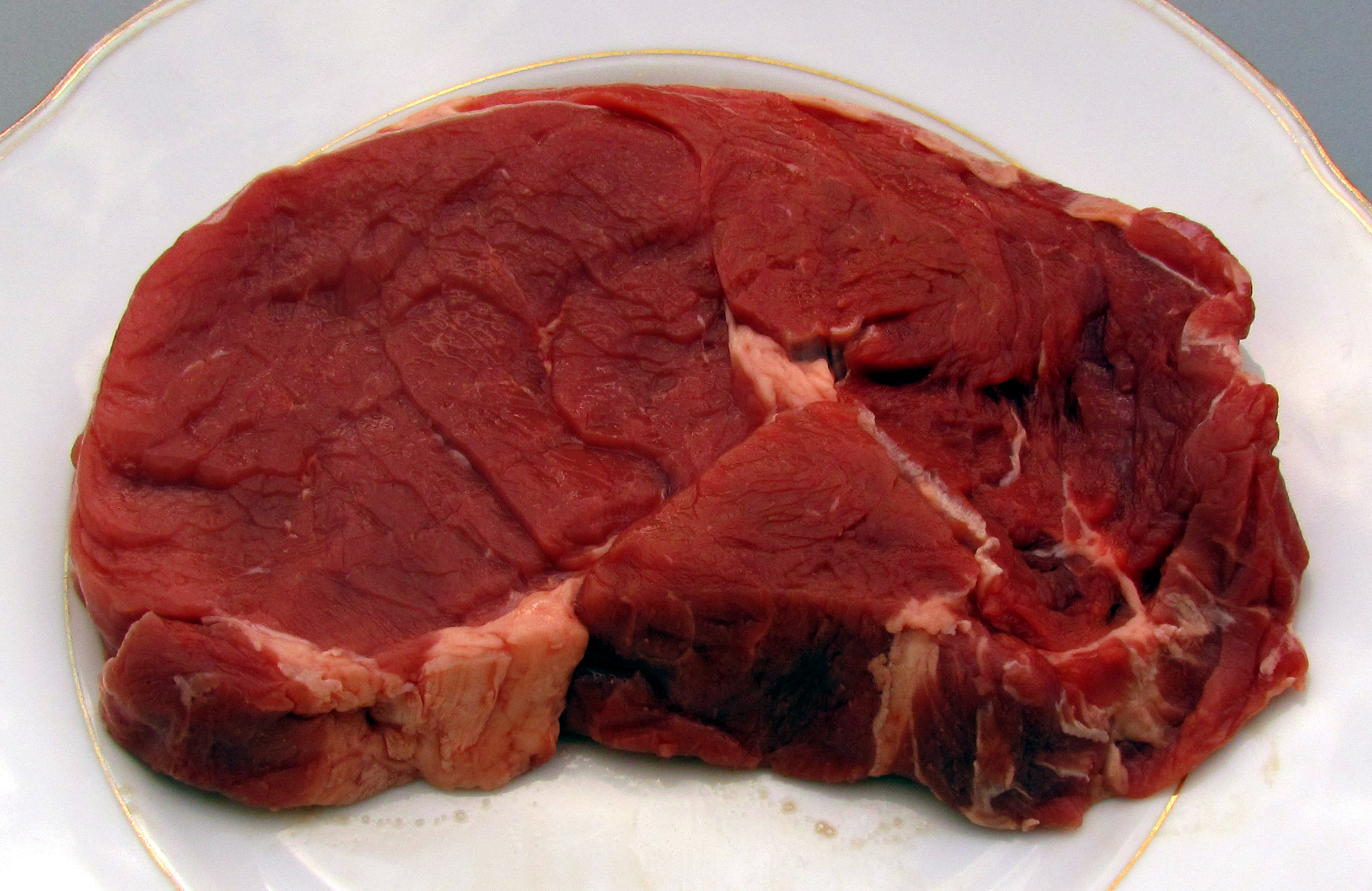
フランスの生のリブアイステーキ
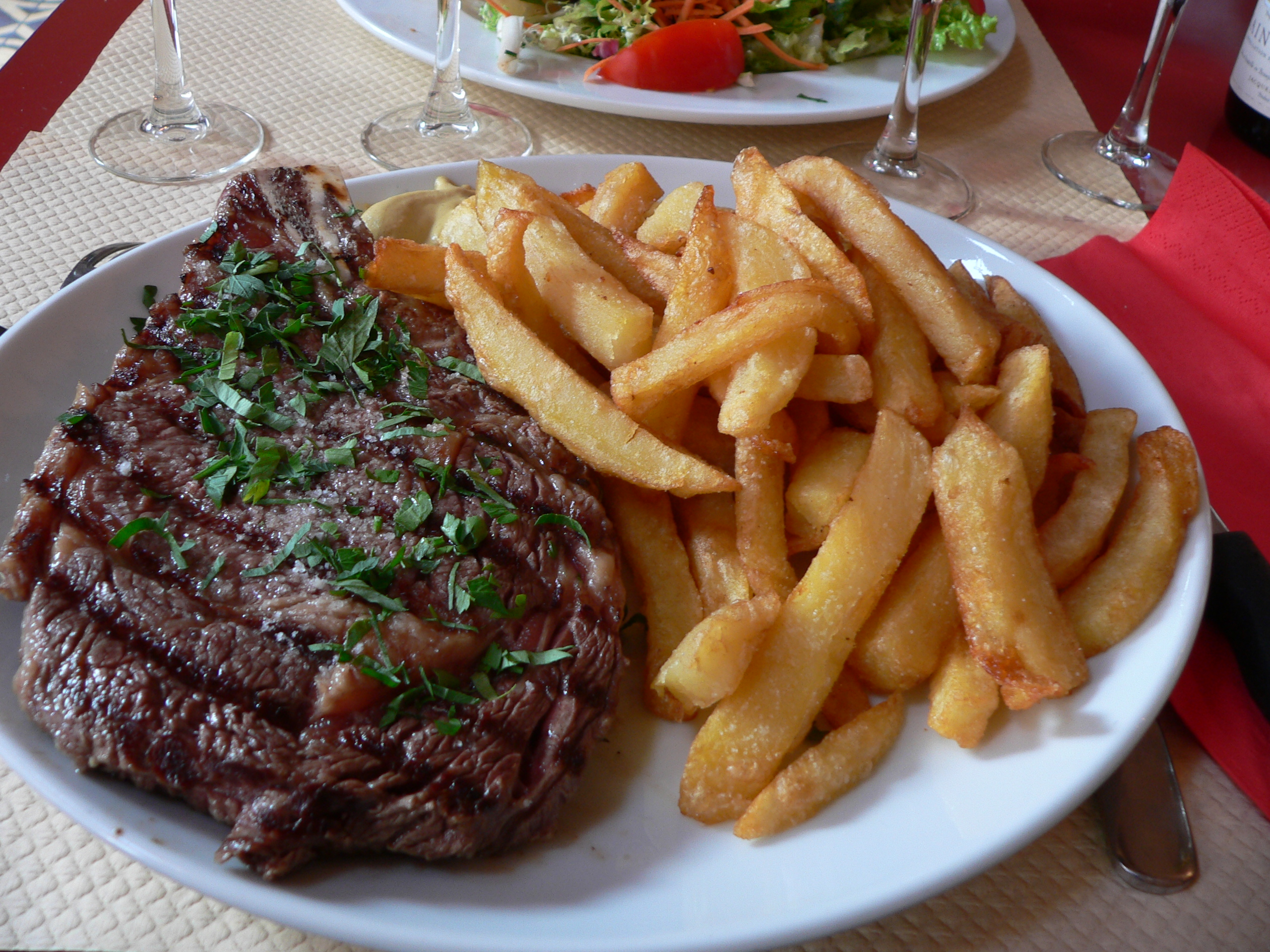
鉄板で焼いてフライドポテトを添えたリブステーキ
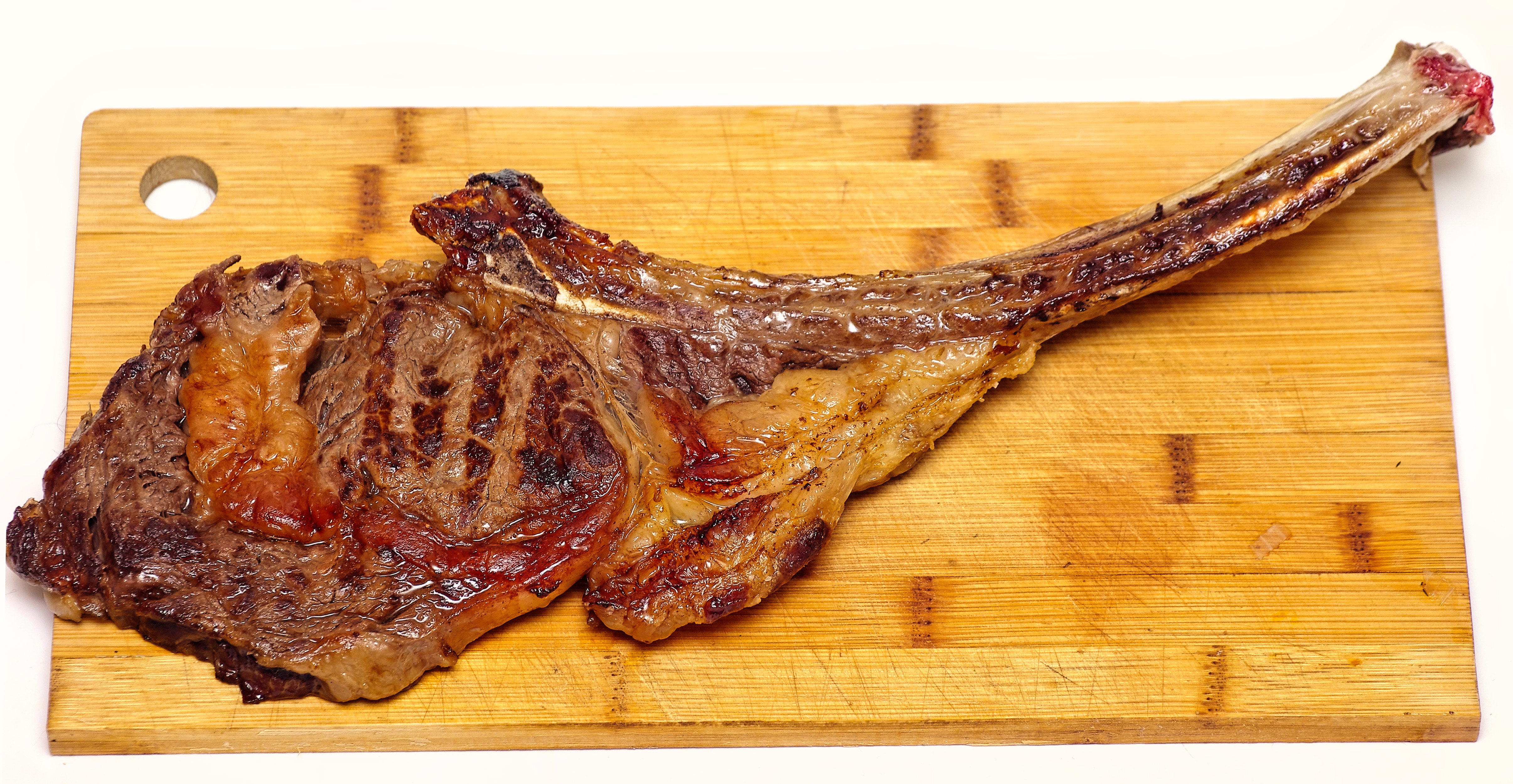
鉄板で焼いた骨付きトマホークステーキ